# La fuerza del silencio
La fuerza del silencio es una película italiana dirigida en 1977 por Pasquale Squitieri.
Los sonidos mediterráneos de Pasquale Squitieri para "Il Prefetto di Ferro", son a veces calientes y a veces duros, pero son sonidos que recuerdan inequívocamente al oyente, que el compositor se basa en un conocimiento profundo de la música folklórica de la región. 
"La Ballata del Prefetto Mori" destaca como canción de gran tristeza, pero también como una denuncia desde el punto de vista histórico y social. Esta hace mención a la tragedia que se produjo en la provincia italiana de Sicilia y que aún es recordada hoy en día: un hombre entra en conflictos con la Mafia, que son los dueños de ese territorio. Él llega a conocer el terreno y la mayoría de sus escondites secretos.

## Sinopsis
La Mafia ha invadido una parte del ruinoso país, de modo que un hombre muy severo (Giuliano Gemma), ha sido enviado por el gobierno para ser el gobernador de esa región. Se le ha dado mucho poder y autoridad y no tiene miedo de usarla. De hecho, en alguna ocasión ha tenido que hacer uso de ella, enfrentándose a algún criminal. Él no para hasta que consigue descubrir la verdadera corrupción local, y sus conexiones con otros lugares. Por esta razón es ascendido a un puesto superior en el gobierno fascista, de modo que el jefe local de la Mafia le puede sustituir como gobernador. 